# ويلو سميث
ويلو كميل رين سميث (بالإنجليزية: Willow Camille Reign Smith)‏ (مواليد 31 أكتوبر 2000 –)، هي ممثلة، ومغنية أمريكية. وهي ابنة الممثل ويل سميث، والممثلة جادا بينكيت سميث، وهي الأخت الصغرى لكل من تري سميث وجيدن سميث. ظهرت في أول أفلامها السينمائية في I Am Legend في 2007 بجوار أبيها.

## أفلامها
| الفيلم                                                                   | العام |
| ------------------------------------------------------------------------ | ----- |
| أنا أسطورة (بالإنجليزية: I Am Legend)‏                                    | 2007  |
| كيت كيتريدج: فتاة أمريكية (بالإنجليزية: Kit Kittredge: An American Girl)‏ | 2008  |

## وصلات خارجية
- ويلو سميث على موقع IMDb (الإنجليزية)
- ويلو سميث على موقع ميتاكريتيك (الإنجليزية)
- ويلو سميث على موقع روتن توميتوز (الإنجليزية)
- ويلو سميث على موقع قاعدة بيانات الأفلام العربية
- ويلو سميث على موقع ألو سيني (الفرنسية)
- ويلو سميث على موقع ميوزك برينز (الإنجليزية)
- ويلو سميث على موقع رولينغ ستون (الإنجليزية)
- ويلو سميث على موقع أول موفي (الإنجليزية)
- ويلو سميث على موقع قاعدة بيانات الأفلام السويدية (السويدية)
- ويلو سميث على موقع إن إن دي بي (الإنجليزية)